# Kamenice (Herálec)
Kamenice (německy Kamnitz) je vesnice v okrese Havlíčkův Brod, která je součástí obce Herálec. Nachází se mezi vsí Herálec a Plačkovem, který je součástí Humpolce. Ve vsi staví vlak v zastávce Kamenice u Humpolce. Poblíž Kamenice se nachází westernové městečko Stonetown a chráněné území Kamenický rybník.
| Rok            | 1869 | 1880 | 1890 | 1900 | 1910 | 1921 | 1930 | 1950 | 1961 | 1970 | 1980 | 1991 | 2001 |
| -------------- | ---- | ---- | ---- | ---- | ---- | ---- | ---- | ---- | ---- | ---- | ---- | ---- | ---- |
| Počet obyvatel | 323  | 359  | 370  | 401  | 418  | 445  | 441  | 327  | 311  | 272  | 199  | 120  | 123  |

## Historie
V roce 1896 byl v oboře u vsi postaven lovecký zámeček jako dar pro manželku majitele velkostatku v Herálci. Krátce po první světové válce zámeček zanikl.